# Doriano Di Benedetto
Doriano Di Benedetto (Lucca, 15 settembre 1945) è un politico italiano.
Esponente della Democrazia Cristiana, è sindaco di Fano Adriano dal 1990 al 1995. Successivamente aderisce a Forza Italia e in occasione delle politiche del 1994 approda al Senato: candidato nel collegio uninominale di Teramo per la lista Forza Italia-CCD (che, in Abruzzo, presenta candidature antagoniste a quelle di Alleanza Nazionale), ottiene il 22,2% dei voti ed è eletto mediante il recupero proporzionale.
Conferma il seggio a Palazzo Madama alle politiche del 1996, quando, con il sostegno del Polo per le Libertà, presenta la propria candidatura nel collegio dell'Aquila: sconfitto dall'ulivista Ferdinando Di Orio, è di nuovo eletto nella quota proporzionale.
Nel luglio 1997 abbandona Forza Italia e nell'ottobre successivo si iscrive al gruppo parlamentare di Rinnovamento Italiano; nell'ottobre 1998 passa quindi all'Unione Democratica per la Repubblica e infine all'Udeur. Dal 1999 al 2001 è presidente della commissione Difesa del Senato.
Alle politiche del 2001 si ricandida al Senato per Democrazia Europea nel collegio di Teramo: ottiene il 3% dei voti e non è eletto.
Termina il mandato parlamentare nel maggio 2001.